# Centre international de déminage humanitaire
 (novembre 2022).
 (novembre 2022).
Le Centre international de déminage humanitaire - Genève (CIDHG) a pour vocation d’éliminer les mines antipersonnel et de débarrasser le monde de la menace d’autres mines terrestres et des restes explosifs de guerre, y compris les bombes à sous-munitions.

## L'institution
Le CIDHG est une organisation internationale, une fondation à but non lucratif ayant son siège à Genève en Suisse. Il a été fondé en avril 1998 par la Suisse et plusieurs autres pays. En mars 2003, le Centre a conclu un accord avec le gouvernement suisse, lui garantissant son indépendance et sa liberté d’action. Il compte environ 40 employés et est financé par une vingtaine de pays et d’organisations internationales.

## Mission
Le CIDHG œuvre à l’élimination des mines antipersonnel et à la réduction de l’impact humanitaire d’autres mines terrestres et des restes explosifs de guerre. Le Centre s’est engagé à respecter les principes humanitaires, à savoir humanité, impartialité, neutralité et indépendance.

## Activités
Le CIDHG, en partenariat avec d’autres organisations, fournit une assistance opérationnelle, entreprend des recherches, diffuse ses connaissances, améliore la gestion de la qualité ainsi que les normes, et appuie les instruments du droit international, dans le but général d’accroître la performance et le professionnalisme en matière de déminage humanitaire. 
La lutte antimines, telle qu’elle est définie par les Nations unies, repose sur cinq piliers: l’enlèvement des mines terrestres et des restes explosifs de guerre (REG), l’éducation au danger des mines, l’assistance aux victimes (y compris la rééducation et la réinsertion), la destruction des stocks, le plaidoyer en faveur de l’interdiction absolue des mines antipersonnel et l’élaboration d’instruments juridiques internationaux pertinents conformément à la réglementation en vigueur. 
Le Centre prend part à toutes ces activités, excepté l’assistance médicale. Le Centre applique son savoir-faire aux mines antipersonnel et à tous les autres types de mines et de restes explosifs de guerre au sens large du terme, y compris toutes les formes de mines, de pièges, d’engins non explosés, d’engins abandonnés et de sous-munitions.

## Assistance opérationnelle
Le CIDHG crée et diffuse des produits et services à l’usage des autorités, des organisations non gouvernementales et des populations touchées par les mines et les restes explosifs de guerre. Cette assistance opérationnelle et ces services représentent plus de 80 % des activités du Centre.

### Assistance opérationnelle
L'installation et le suivi du Système de gestion de l’information dans la lutte antimines (IMSMA) ainsi que l'organisation de missions de courte durée auprès d’autorités nationales de lutte antimines et d’opérateurs de déminage sont essentiels pour fournir aide et conseils sur le terrain. En outre, l'extension des activités et des programmes de formation à de nouveaux groupes défavorisés est une priorité, tout comme le soutien à l’élaboration de la législation nationale. Nous apportons également notre aide pour la hiérarchisation des priorités en nous basant sur des études socio-économiques. De plus, nous assistons les autorités nationales afin de garantir le respect des obligations découlant de la Convention interdisant les mines antipersonnel et pour la destruction des stocks de mines antipersonnel.

### Recherches et études
La mise au point de méthodologies et de codes de bonnes pratiques plus performants pour le déminage manuel et mécanique, ainsi que pour la détection à l’aide d’animaux, constitue un axe essentiel. Cela inclut également l'évaluation de nouvelles techniques de détection et le développement de méthodologies plus efficaces pour la gestion des risques. En outre, la publication d’études et de manuels couvrant tous les aspects de la lutte antimines est primordiale. Finalement, l'exécution d'évaluations permettant de dégager les leçons à retenir contribue à améliorer continuellement les pratiques dans ce domaine.

### Amélioration de la gestion de la qualité et des normes
Pour le compte des Nations Unies, nous avons élaboré des Normes internationales de lutte antimines (NILAM) afin de renforcer la sécurité et l'efficacité des opérations de déminage à travers le monde. En outre, nous avons apporté notre aide aux autorités nationales pour l’élaboration de Normes nationales de lutte antimines (NNLAM), adaptées aux besoins spécifiques de chaque pays. Parallèlement, nous avons mis au point des méthodologies innovantes pour l’évaluation et le renforcement des capacités dans les pays touchés par les mines, contribuant ainsi à améliorer la gestion des risques et la résilience des communautés affectées.

## Système de gestion de l'information pour la lutte antimine (IMSMA)
L’un des principaux produits du CIDHG est le Système de gestion de l’information pour la lutte antimines (IMSMA). Il a été utilisé pour la première fois en 1999 lors des opérations au Kosovo. Depuis, IMSMA est devenu la référence universelle en matière de gestion de l’information dans la lutte antimines. Grâce aux données recueillies et saisies dans IMSMA, les pays peuvent coordonner les activités de déminage, les classer par ordre de priorité et mener leurs opérations avec plus de facilité. 

### Introduction
Mis au point par le CIDHG, IMSMA est une base de données informatique assortie d’un système d’information géographique (SIG), prête à l’emploi et dotée d’une capacité cartographique considérable.
Conçu à l’intention des démineurs et des experts en neutralisation d’engins non explosés, le système les aide à prendre leurs décisions, à coordonner les opérations et à gérer l’information sur le terrain. À l’heure actuelle, il est opérationnel dans plus de quarante programmes de lutte antimines à travers le monde.

### Les principales composantes d'IMSMA
IMSMA est un système d'information géographique exhaustif, couplé à une base de données relationnelle puissante, ce qui en fait un outil de gestion de l’information facile à utiliser et à entretenir. Il propose une interface utilisateur simple à fonctionnalité cartographique, ainsi qu’un système de navigation permettant d’accéder facilement aux masques de saisie et de récupération des données. 
Grâce à IMSMA, les administrateurs et les praticiens du déminage disposent d’une gamme complète de fonctionnalités innovantes pour la gestion de l’information, pouvant être aisément adaptées aux besoins des utilisateurs sur le terrain. Le système offre des outils pour les activités suivantes : planification, établissement de rapports et cartographie en vue de l’enlèvement des mines terrestres, des REG et des sous-munitions; sensibilisation à la question des mines et à l’éducation au danger des mines ; information sur les victimes, et aspects socio-économiques de la lutte antimines.
IMSMA aide les administrateurs à suivre leurs progrès et à rendre les opérations de déminage plus sûres, plus rapides et plus efficaces. Le système utilise une technique informatique standard et peut être facilement adapté aux besoins des utilisateurs sur le terrain.

### La politique de distribution du système IMSMA
Le CIDHG met IMSMA à la disposition des gouvernements des pays touchés par les mines qui en font la demande, et se charge de l’installer gratuitement. Le système est un produit du CIDHG qui fait l’objet d’une licence et est protégé par les droits d’auteur. Ce n’est pas un logiciel gratuit ni un logiciel partagé. La distribution du système est protégée par des accords de licence permettant au Centre, non seulement d’assurer le bon entretien des systèmes mis en place et d’en expliquer le fonctionnement, mais encore d’être certain que les données recueillies seront bien conservées et protégées dans l’intérêt des populations des pays où il est utilisé. 

## Appui aux instruments du droit international

### La convention sur l'interdiction des mines antipersonnel
Le CIDHG assiste en tant qu’observateur aux réunions des États parties à la Convention sur l'interdiction des mines antipersonnel. 
Depuis 1999, le CIDHG appuie la mise en œuvre de la Convention, notamment en organisant les réunions des Comités permanents établis par les États parties à la Convention. En septembre 2001, les États parties ont chargé le CIDHG d’appuyer encore davantage leurs efforts par la création d’une Unité d’appui à l’application de la Convention. Celle-ci a pour objectif de prodiguer aide et conseils à la Présidence des réunions des États parties ainsi qu’aux coprésidents des Comités de travail, de diffuser les informations relatives à la Convention et à sa mise en œuvre, et de mettre en place et assurer le fonctionnement d’un Centre de documentation. Le CIDHG administre le programme de parrainage de la Convention pour le compte d’un groupe de donateurs.

### La convention sur certaines armes classiques
Le CIDHG assiste en qualité d’observateur aux réunions des Hautes Parties contractantes, tenues dans le cadre de la Convention sur certaines armes classiques (CCAC).  
Depuis 1999, le CIDHG appuie la mise en œuvre de la CCAC, notamment en proposant des opinions d’experts en vue de promouvoir l’élaboration et le respect des obligations stipulées par la Convention. Le Centre se tient à la disposition des Hautes Parties contractantes, si elles en font la demande, afin de les aider à réduire les souffrances humaines causées par les mines, les pièges et autres dispositifs, les restes explosifs de guerre et les sous-munitions, qui font l’objet des travaux de la CCAC et de son Groupe d’experts gouvernementaux.